# أمبروز كورتيس
أمبروز كورتيس (بالإنجليزية: Ambrose Curtis)‏ هو لاعب اتحاد الرغبي نيوزلندي، ولد في 17 أبريل 1992.

## وصلات خارجية
- أمبروز كورتيس على موقع سلسلة سباعيات الرغبي العالمية - رجال (الإنجليزية)
- أمبروز كورتيس عل موقع إسبنسكروم (الإنجليزية)
- أمبروز كورتيس على موقع ItsRugby.co.uk (الإنجليزية)